# Melammina
La melammina, o melamina (calco dall'inglese) è un composto eterociclico di formula C3H6N6. Rappresenta il trimero ciclico della cianammide (H2N-C≡N) e il suo scheletro ciclico è quello aromatico della triazina simmetrica, recante tre sostituenti amminici sugli atomi di carbonio; il suo nome sistematico è quindi 2,4,6-triammino-1,3,5-s-triazina.
Il contenuto di azoto in questa molecola è elevato, pari al 67% in massa, come del resto nella cianammide. La melammina è importante come materia prima per la produzione per la realizzazione di polimeri. La melammina infatti, insieme alla formaldeide, è la materia prima per la preparazione delle resine melamminiche, resine termoindurenti frequentemente utilizzate per la produzione di stoviglie e contenitori da cucina, e frequentemente denominati col nome del monomero (piatti di melammina, vaschette di melammina eccetera).
La melammina fu scoperta nel 1834 da Liebig, ma il suo utilizzo industriale iniziò solo a partire dal 1940.

## Caratteristiche e preparazione
A temperatura ambiente è un solido cristallino incolore o polvere bianca, quasi insolubile in acqua; il punto di fusione è a 354 °C.
Si può ottenere dalla calcio cianammide (CaNCN), passando attraverso la cianammide CNNH2 e la dicianammide HN=C(NH2)NHCN.
Attualmente viene prodotta industrialmente dall'urea con due metodi: catalisi in fase gassosa o riscaldandola (350-400 °C) in eccesso di ammoniaca alla pressione di 50-100 atm in fase liquida.
6 CO(NH2)2 → C3H6N6 + 3 CO2 + 6 NH3

## Tossicità

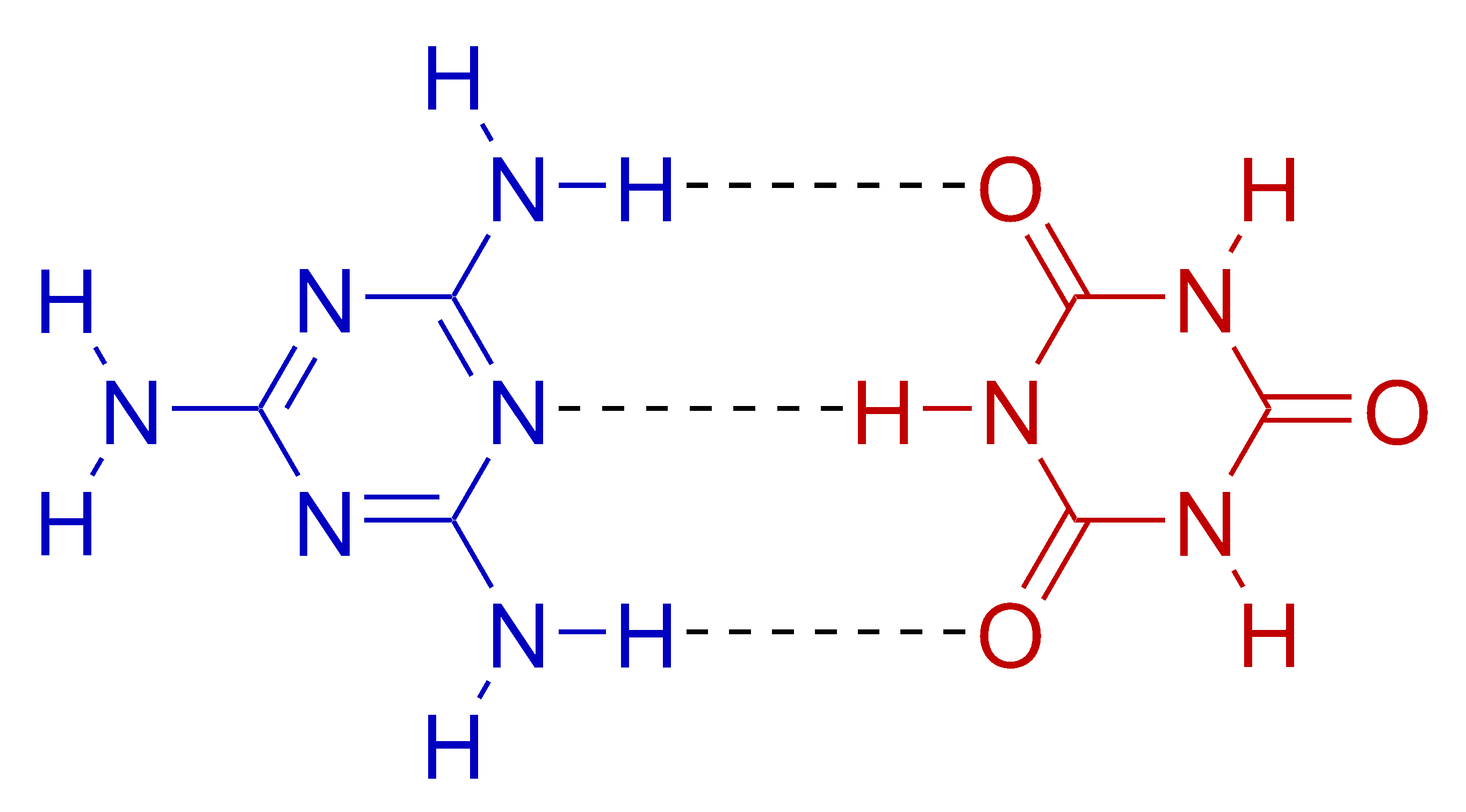
Complesso melammina acido cianurico

La molecola non viene considerata particolarmente tossica ma, in presenza di acido cianurico, composto peraltro utilizzato per elevare legalmente il tenore di azoto nei mangimi animali in molti paesi, forma un composto pericoloso. Infatti la formazione del relativo addotto (o complesso) cianurato, erroneamente ma frequentemente denominato cianurato di melammina, insolubile, provoca la formazione irreversibile di calcoli renali. 
La melammina non è comunque innocua e viene indicata nelle schede di rischio come pericolosa se ingerita, inalata o assorbita attraverso la pelle. L'esposizione cronica alle polveri può provocare tumori e danni riproduttivi. La dose tossica è tuttavia comparabile a quella del comune sale alimentare con LD50 (dose letale) di più di 3 grammi per kg di peso corporeo (somministrazione orale, nel ratto).
La FDA ha appurato e descritto i meccanismi di formazione dei cristalli del cianurato di melammina nei microtubuli renali, con conseguente blocco della funzionalità. Il problema principale consiste dunque non nella tossicità assoluta, piuttosto bassa, ma nell'interazione in vivo con diverse molecole (anche aldeidi) potenzialmente presenti nella dieta.

## Sofisticazione alimentare
Il composto, in virtù della presenza del gruppo NH2 nella molecola e del suo elevato tenore d'azoto, può falsare alcuni metodi di determinazione analitica della concentrazione di proteine negli alimenti, in quanto le proteine sono anch'esse formate da polimeri aminoacidici, dotati del gruppo funzionale.

Il composto venne considerato atto ad elevare il tenore d'azoto nella dieta degli animali da macello a partire dagli anni cinquanta, ma in pratica non venne utilizzato per i minori costi di altre molecole, come ad esempio l'urea.

La sofisticazione avviene generalmente per aggiunta del composto nei mangimi animali, in molti paesi meno soggetti a controlli di quelli umani. A questo punto la contaminazione, oltre che causare direttamente danni all'animale stesso, si può estendere a ogni derivato della filiera di produzione: carni, latte, uova, e prodotti industriali da essi derivati come proteine del latte, uova in polvere, mangimi di origine animale, integratori alimentari, eccetera.
Per simulare in modo criminale una maggiore presenza proteica, si sono verificati gravissimi casi di intossicazione alimentare dovuta a sofisticazione con questo composto. Il fatto avvenne per la prima volta nel 2005, in tutto il nord America, con fatti di evidenza veterinaria e morte di animali da compagnia, e in seguito - per quanto noto - dal 2008 in Cina, con sofisticazione di latte in polvere e non, di largo uso pediatrico. Il fatto ha causato in primo luogo danni a carico dei reni, migliaia di intossicazioni e persino la morte di alcuni bambini.
La contaminazione per melammina in Italia, effettivamente accertata dalle analisi chimiche (dati fino ad ottobre 2008), riguarda esclusivamente tre casi rilevati a cura dei Nas: due confezioni di latte sequestrate in provincia di Bari e una di yogurt in Campania, con concentrazioni dai 3 ai 22 mg/kg di melammina (contro i 2,5 del limite legale), non letali ma comunque tossiche. Fino ad ora, altri sequestri di diverse tonnellate di merce non hanno mai dato esito a conferme analitiche di contaminazione. Sono stati tuttavia sequestrati agli inizi di dicembre 2009 due container presso il porto di Ravenna contenenti proteine di riso provenienti dalla Cina e destinati ad una società milanese, il cui contenuto, analizzato al laboratorio dell'Ausl di Ravenna, conteneva melammina.